# Benjamin Renner
Benjamin Renner (14 novembre 1983) è un fumettista, animatore e regista francese.
Renner e i suoi colleghi hanno ricevuto una nomina agli Academy Awards 2014 nella categoria Miglior film d'animazione per il film Ernest & Celestine. In precedenza aveva diretto il cortometraggio La queue de la souris (La coda del topo) nel 2008.
Nel 2015 ha pubblicato il fumetto Le grand mechant renard (The Big Bad Fox), che ha poi adattato in un lungometraggio uscito nel 2017, The Big Bad Fox and Other Tales.
Renner sta dirigendo un film d'animazione per Illumination intitolato Prendi il volo, che uscirà il 22 dicembre 2023.

## Filmografia
- Ernest & Celestine (2012) - regista
- The Big Bad Fox and Other Tales... (2017) - regista e sceneggiatore
- Prendi il volo (2023) - regista

## Riconoscimenti
- 2014 - Premio Magritte
  - Miglior regista per Ernest & Celestine